# Narcisa de Jesús Martillo y Morán
Narcisa de Jesús Martillo y Morán, född 29 oktober 1832 i Nobol, Guayas, Ecuador, död 8 december 1869 i Lima, Peru, var en ecuadoriansk jungfru och mystiker. Hon vördas som helgon inom Romersk-katolska kyrkan. Hennes helgondag firas den 30 augusti.

## Biografi
Narcisa var dotter till lantbrukarna Pedro Martillo Mosquera och Josefina Morán. Narcisas föräldrar dog när hon fortfarande var ung. Hon flyttade då in till staden Guayaquil, där hon försörjde sig som sömmerska. Tillsammans med bland andra Mercedes de Jesús Molina sydde hon kläder åt fattiga barn. I Guayaquil ägnade hon sig även åt att sköta de fattiga och sjuka. 
I juni 1868 reste hon till Lima i Peru, där hon blev leksyster vid det dominikanska klostret. I slutet av september 1869 drabbades hon av svår feber, men hon fortsatte sitt välgörenhetsarbete i Perus huvudstad.
Efter hennes död framkom det att hon hade avlagt privata löften om kyskhet, lydnad och fattigdom. Vid hennes grav inträffade flera mirakel, bland annat botades en flicka från sin halscancer. 1955 fördes hennes kropp till Guayaquil och 1972 till hennes födelseort, Nobol.
1991 godkände Vatikanens medicinska kommitté att Juan Bautista Pesántez Peñaranda hade botats från cancer, på Narcisas förbön.
Sankta Narcisa har fått sitt sista vilorum i Nobol. 

### Webbkällor
- Narcisa de Jesús

### Fotnoter
1. ↑  ””Primer Milagro atribuido por la intercesión de Narcisa de Jesús””. Arkiverad från originalet den 5 september 2008. https://web.archive.org/web/20080905223816/http://www.narcisadejesus.com/Milagro1.html. Läst 12 oktober 2008.